# Campeonato Europeo de Baloncesto Masculino de 1946
La edición IV del Campeonato Europeo de Baloncesto se celebró en Suiza del 30 de abril al 4 de mayo de 1946 en la ciudad de Ginebra. El torneo contó con la participación de 10 selecciones nacionales.
La medalla de oro fue para la selección de Checoslovaquia, que se impuso en la final a Italia por 34 a 32. La medalla de bronce fue para la selección de Hungría.

## Grupos
Los 10 equipos participantes fueron divididos en tres grupos de la forma siguiente:
| Grupo A    | Grupo B      | Grupo C        |
| ---------- | ------------ | -------------- |
| Italia     | Inglaterra   | Bélgica        |
| Luxemburgo | Francia      | Suiza          |
| Polonia    | Países Bajos | Checoslovaquia |
| Hungría    |              |                |

## Primera fase

### Grupo A
| Equipo     | J | G | P | T+  | T-  | DT   | PTS |
| ---------- | - | - | - | --- | --- | ---- | --- |
| Italia     | 3 | 3 | 0 | 152 | 71  | +81  | 6   |
| Hungría    | 3 | 2 | 1 | 113 | 70  | +43  | 5   |
| Polonia    | 3 | 1 | 2 | 91  | 102 | -11  | 4   |
| Luxemburgo | 3 | 0 | 3 | 53  | 166 | -113 | 3   |

| Fecha    | Partido    | Partido | Partido    | Resultado |
| -------- | ---------- | ------- | ---------- | --------- |
| 30.04.46 | Polonia    | -       | Luxemburgo | 45-28     |
| 30.04.46 | Italia     | -       | Hungría    | 39-31     |
| 01.05.46 | Luxemburgo | -       | Hungría    | 10-48     |
| 01.05.46 | Polonia    | -       | Italia     | 25-40     |
| 02.05.46 | Italia     | -       | Luxemburgo | 73-15     |
| 02.05.46 | Polonia    | -       | Hungría    | 21-34     |

### Grupo B
| Equipo       | J | G | P | T+  | T-  | DT  | PTS |
| ------------ | - | - | - | --- | --- | --- | --- |
| Francia      | 2 | 2 | 0 | 112 | 29  | +83 | 4   |
| Países Bajos | 2 | 1 | 1 | 66  | 74  | -8  | 3   |
| Inglaterra   | 2 | 0 | 2 | 38  | 113 | -75 | 2   |

| Fecha    | Partido    | Partido | Partido      | Resultado |
| -------- | ---------- | ------- | ------------ | --------- |
| 30.04.46 | Inglaterra | -       | Países Bajos | 27-48     |
| 01.05.46 | Inglaterra | -       | Francia      | 11-65     |
| 02.05.46 | Francia    | -       | Países Bajos | 47-18     |

### Grupo C
| Equipo         | J | G | P | T+ | T- | DT  | PTS |
| -------------- | - | - | - | -- | -- | --- | --- |
| Checoslovaquia | 2 | 2 | 0 | 58 | 50 | +8  | 4   |
| Suiza          | 2 | 1 | 1 | 50 | 43 | +7  | 3   |
| Bélgica        | 2 | 0 | 2 | 56 | 71 | -15 | 2   |

| Fecha    | Partido        | Partido | Partido        | Resultado |
| -------- | -------------- | ------- | -------------- | --------- |
| 30.04.46 | Checoslovaquia | -       | Suiza          | 20-17     |
| 01.05.46 | Bélgica        | -       | Suiza          | 23-33     |
| 02.05.46 | Bélgica        | -       | Checoslovaquia | 33-38     |

## Fase final

### Puestos del 1 al 4
|  | Puestos del 1 al 4 | Puestos del 1 al 4 |    |         | Final                  | Final |  |
|  |                    |                    |    |         |                        |       |  |
|  |                    |                    |    |         |                        |       |  |
|  |                    |                    |    |         |                        |       |  |
|  | Italia             | 37                 |    |         |                        |       |  |
|  | Francia            | 25                 |    |         |                        |       |  |
|  |                    |                    |    |         |                        |       |  |
|  |                    |                    |    |         |                        |       |  |
|  |                    |                    |    |         | Italia                 | 32    |  |
|  |                    | Checoslovaquia     | 34 |         |                        |       |  |
|  |                    |                    |    |         |                        |       |  |
|  |                    |                    |    |         |                        |       |  |
|  |                    |                    |    |         | Tercer y cuarto puesto |       |  |
|  |                    |                    |    |         |                        |       |  |
|  | Checoslovaquia     | 42                 |    | Francia | 32                     |       |  |
|  | Hungría            | 28                 |    |         | Hungría                | 38    |  |

### Puestos del 7 al 10
|  | Puestos del 7 al 10 | Puestos del 7 al 10 |    |         | Puesto 7   | Puesto 7 |  |
|  |                     |                     |    |         |            |          |  |
|  |                     |                     |    |         |            |          |  |
|  |                     |                     |    |         |            |          |  |
|  | Polonia             | 22                  |    |         |            |          |  |
|  | Bélgica             | 39                  |    |         |            |          |  |
|  |                     |                     |    |         |            |          |  |
|  |                     |                     |    |         |            |          |  |
|  |                     |                     |    |         | Bélgica    | 42       |  |
|  |                     | Luxemburgo          | 11 |         |            |          |  |
|  |                     |                     |    |         |            |          |  |
|  |                     |                     |    |         |            |          |  |
|  |                     |                     |    |         | Puesto 9   |          |  |
|  |                     |                     |    |         |            |          |  |
|  | Luxemburgo          | 50                  |    | Polonia | 50         |          |  |
|  | Inglaterra          | 27                  |    |         | Inglaterra | 22       |  |

### Puestos del 7º al 10º
| Fecha    | Partido    | Partido | Partido    | Resultado |
| -------- | ---------- | ------- | ---------- | --------- |
| 03.05.46 | Polonia    | -       | Bélgica    | 22-39     |
| 03.05.46 | Luxemburgo | -       | Inglaterra | 50-27     |

### Semifinales
| Fecha    | Partido        | Partido | Partido | Resultado |
| -------- | -------------- | ------- | ------- | --------- |
| 03.05.46 | Italia         | -       | Francia | 37-25     |
| 03.05.46 | Checoslovaquia | -       | Hungría | 32-28     |

### Noveno puesto
| Fecha    | Partido | Partido | Partido    | Resultado |
| -------- | ------- | ------- | ---------- | --------- |
| 04.05.46 | Polonia | -       | Inglaterra | 50-22     |

### Séptimo puesto
| Fecha    | Partido | Partido | Partido    | Resultado |
| -------- | ------- | ------- | ---------- | --------- |
| 04.05.46 | Bélgica | -       | Luxemburgo | 42-11     |

### Quinto puesto
| Fecha    | Partido      | Partido | Partido | Resultado |
| -------- | ------------ | ------- | ------- | --------- |
| 04.05.46 | Países Bajos | -       | Suiza   | 25-36     |

### Tercer puesto
| Fecha    | Partido | Partido | Partido | Resultado |
| -------- | ------- | ------- | ------- | --------- |
| 04.05.46 | Francia | -       | Hungría | 32-38     |

### Final
| Fecha    | Partido | Partido | Partido        | Resultado |
| -------- | ------- | ------- | -------------- | --------- |
| 04.05.46 | Italia  | -       | Checoslovaquia | 32-34     |

## Medallero
|                |        |         |
| Checoslovaquia | Italia | Hungría |

## Clasificación final
| 1. - Checoslovaquia |
| 2. - Italia         |
| 3. - Hungría        |
| 4. - Francia        |
| 5. - Suiza          |
| 6. - Países Bajos   |
| 7. - Bélgica        |
| 8. - Luxemburgo     |
| 9. - Polonia        |
| 10. - Inglaterra    |

## Trofeos individuales

### Mejor jugadorMVP
- Franz Nemeth

## Plantilla de los 4 primeros clasificados
1.Checoslovaquia: Ivan Mrázek, Miloš Bobocký, Jiří Drvota, Josef Ezr, Gustav Hermann, Jan Hluchy, Josef Křepela, Pavel Nerad, Ladislav Simácek, František Stibitz, Josef Toms, Ladislav Trpkoš, Emil Velenský, Miroslav Vondráček (Entrenador: Frantisek Hajek)
2.Italia: Cesare Rubini, Giuseppe Stefanini, Sergio Stefanini, Albino Bocciai, Mario Cattarini, Marcello de Nardus, Armando Fagarazzi, Giancarlo Marinelli, Valentino Pellarini, Tullio Pitacco, Venzo Vannini
3.Hungría: Ferenc Nemeth, Geza Bajari, Antal Bankuti, Geza Kardos, Laszlo Kiralyhidi, Tibor Mezőfi, György Nagy, Geza Racz, Ede Vadaszi, Ferenc Velkei (Entrenador: Istvan Kiraly)
4.Francia: Robert Busnel, André Buffière, Etienne Roland, Paul Chaumont, René Chocat, Jean Duperray, Emile Frezot, Maurice Girardot, Andre Goeuriot, Henri Lesmayoux, Jacques Perrier, Lucien Rebuffic, Justy Specker, Andre Tartary (Entrenador: Paul Geist)